# Мидълтън
 Тази статия е за града в Ирландия.  За града в САЩ вижте Мидълтън (Айдахо).  
Мидълтън (на английски: Midleton; на ирландски: Mainistir na Corann) е град в южна Ирландия, графство Корк на провинция Мънстър. Намира се на около 20 km на изток от главния административен център на графството Корк. Първите сведения за града датират от 1180 г. Има жп гара по линията Корк - Йол от 10 ноември 1859 г. Тук се произвежда уискито Джеймсън. Населението му е 3934, а с прилежащите му околности 10 048 жители от преброяването през 2006 г. 